# Vazební věznice Praha Ruzyně
Vazební věznice Praha Ruzyně, je věznice v Praze. Je umístěna severozápadně od centra Prahy v Ruzyni na území Prahy 6, nedaleko letiště Václava Havla. Po Vazební věznici Pankrác jde o druhé největší vězení na území hlavního města.

## Historie
Věznice vznikla v roce 1935 jakožto tzv. donucovací pracovna, tedy věznice s pracovním programem přestavbou části rozsáhlého areálu bývalého ruzyňského cukrovaru zrušeného roku 1921, nedaleko návsi Staré Ruzyně. Dosavadní kapacity zařízení na Hradčanech již nebyly vyhovující. K oficiálnímu zprovoznění došlo 1. července 1935. Součástí areálu byl také statek s polnostmi a dílny.
Během nacistické okupace v letech 1939–1945 tu byli drženi především vězni německého původu, kteří sem byli přesouváni ze zařízení v českých oblastech země, a dostávalo se jim zde lepšího zacházení.
Po převzetí moci v Československu komunistickou stranou v únoru 1948 a nástupu komunistické totality byl pracovní provoz přesunut do vězeňského zařízení v Pardubicích a ruzyňský areál měl sloužit čistě k internačním účelům, včetně zadržování politicky nepohodlných osob. V roce 1950 byla ve věznici dostavěna hlavní šestipodlažní budova (budova A), jíž byl dokončen komplex objektů kolem vězeňského dvora. Obsahovala 400 cel přizpůsobených požadavků zvláštního oddělení pražské Státní bezpečnosti se speciálním režimem utajení. Stejně tak personální režim podléhal přísnému bezpečnostnímu řádu.

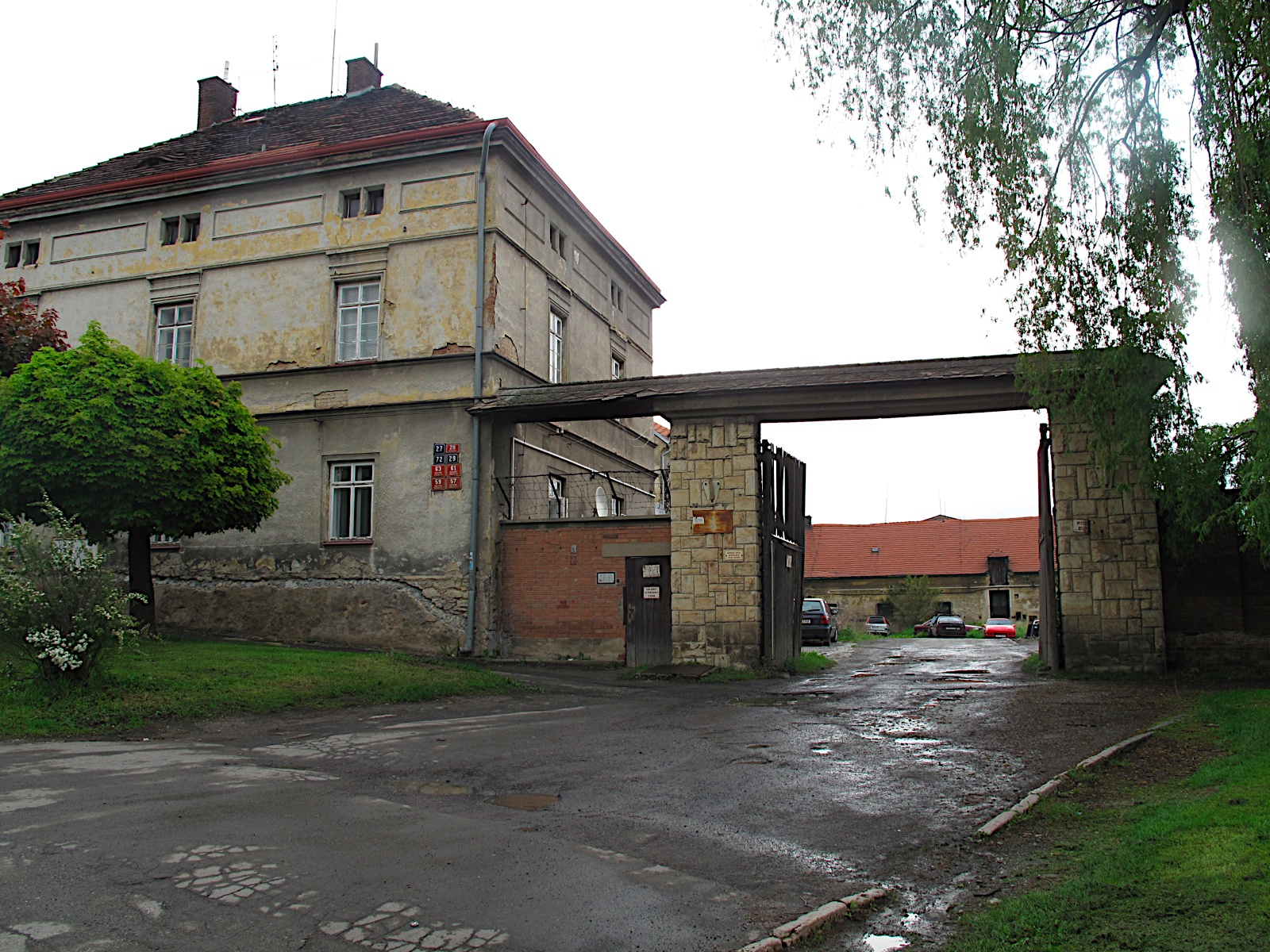
Hlavní brána

V průběhu let 1948 až 1989 zde byli vězněni například obžalovaní v procesu s Rudolfem Slánským nebo některé významné osobnosti českého disentu a ideoví odpůrci komunistického zřízení.

### Věžový vodojem
V areálu věznice byl zachován vodojem pocházející z doby, kdy byl objekt využíván jako cukrovar. Bývá nesprávně zaměňován za strážní věž.

## Současnost
Zařízení je ve správě Vězeňské služby ČR, slouží v současné době především jako vazební dům pro obžalované muže a ženy čekající na zahájení soudního procesu. V roce 2015 měla věznice dispoziční kapacitu k umístění 910 osob, z toho se jich zde v červnu toho roku nacházelo 691.

## Někteří lidé věznění v Ruzyni

### Protinacistický odboj
- Čestmír Šikola (vězněn 1939)
- Josef Malý (1941)

### Oběti komunistických čistek
- Ludvík Frejka (popraven na Pankráci 3. 12. 1952)
- Rudolf Slánský (popraven na Pankráci 3. 12. 1952)
- Miloš Knorr (vězněn 1952)
- Artur London (vězněn 1951, odsouzen k doživotí)

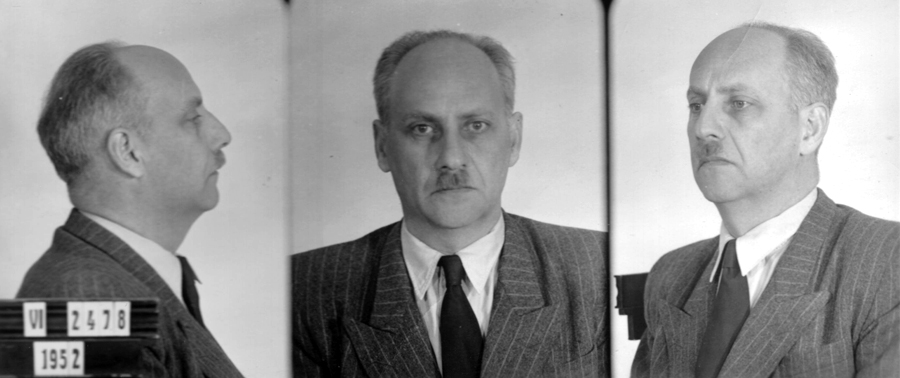
Vazební fotografie Ludvíka Frejky (1952)

- Otakar Hromádko (vězněn 1954)
- Josefa Slánská (vězněna 1952-?)

### Oběti komunistické zvůle
- Zadržení a obžalovaní v Procesu Machalka a spol.
- Josef Hořejší (popraven 7. 1. 1950)
- Zdena Mašínová starší (vězněna 1953–1955)
- Václav Havel (vězněn v 70. a 80. letech)
- Agnieszka Hollandová (vězněna na šest týdnů r. 1968)
- Petruška Šustrová (vězněna 1969)
- Jana Klusáková (krátce vězněna 1975)
- František Zahrádka (vězněn 1949–1951)
- Eva Kantůrková (vězněna 1981–1982)
- Jiřina Šiklová (vězněna 1981–1982)
- Josef Hrbata (vězněn 1950)
- Jiří Gans (vězněn 1976–1977)
- Alexandr Vondra (vězněn na několik měsíců r. 1989)
- Milan Reiman (popraven 5. 11. 1949)
- Bohumil Laušman (vězněn 1954–1963, zemřel zde za nevyjasněných okolností)
- Jan Machač (vězněn v 50. letech)
- František Krutílek (vězněn v 50. letech)
- Josef Moštěk (vězněn v 50. letech)

### Ostatní
- Pavel Peca (vězněn 1994–2012)
- Tomáš Řepka (vězněn 27.5.-7.6.2019 po nástupu do výkonu trestu)
- Marek Dalík (vězněn krátce 2016 a 2017 po obou nástupech do výkonu trestu)
- David Rath (vězněn 2019–2021)
- Roman Janoušek (vězněn 2021–2022)